# Aysha marinonii
Aysha marinonii är en spindelart som beskrevs av Antonio D. Brescovit 1992. Aysha marinonii ingår i släktet Aysha och familjen spökspindlar. Inga underarter finns listade.